# Secos & Molhados (álbum de 1973)
Secos & Molhados (en español Secos & Mojados) es el álbum de estreno del grupo homónimo, lanzado en 1973. Uniendo la poesía de autores como Vinícius de Moraes, Manuel Bandera y João Apolinário, padre del idealizador del grupo João Ricardo, con danzas y canciones del folclore portugués y tradicionales brasileñas, contiene los temas más famosos del trío, tales como "Sangue Latino", "O Vira", "Assim Assado" e "Rosa de Hiroshima". El disco, así como la propia banda, surgió en medio de un tiempo de censura y Dictadura Militar en Brasil, que también retrata la libertad de expresión, el racismo y las guerras. Fenómeno de ventas para la época, es el LP más famoso de los Secos y Molhados, aquel que los proyectó en el escenario nacional y vendió más de 1 millón de copias en Brasil (más de 1500 solo en la primera semana).
El disco innovó el estilo musical de la música popular brasileña con un sonido más pesado que el usual y con el uso de maquillaje fuerte en la portada, que remite al glam rock, y desarrolló géneros como el pop psicodélico e o folk. Este trabajo llevó al grupo a inscribirse en una categoría privilegiada entre las bandas y músicos que transformaron el Brasil de la bossa nova y la Tropicalía de entonces para el rock brasileño, un estilo que solo floreció expresivamente en los años 80. Además de recibir certificación de disco de platino en 1997 de la ABPD por el relanzamiento en CD, el quinto lugar en la Lista de los 100 mayores discos de la música brasileña de la Rolling Stone Brasil en 2007 y a 97.ª posición en el "Los 250: Essential Albums of All Equipo Latin Alternative - Rock Iberoamericano" de la Al Borde de 2008 prueban que el disco continúa siendo popular y críticamente admirado hoy en día.

## Álbum

### Contexto y antecedentes
Secos e Molhados se inició como un proyecto de João Ricardo, donde hizo diversas presentaciones con otros instrumentistas hasta encontrar a Ney Matogrosso, que tendría la voz más adecuada para interpretar gran parte del repertorio del grupo, que ya estaba compuesto. En esa época, Ney vendía sus obras en Plaza de la República y trabajaba con teatro, pintura y artesanía fue introducido por la compositora y amiga común Luhli. Ricardo había visto una placa en Ubatuba de un almacén que vendía secos y mojados y creó el nombre de la marca, "un nombre que no determina cosa alguna, que se abre para todos los géneros". El trío comenzó a presentarse en la Casa de la Badalação y Tédio, local nocturno anexa al Teatro Ruth Escobar, acompañados del baterista Marcelo Frías, del bajista Willi Verdaguer y del guitarrista John Flavin ya sus presentaciones recibían mucha audiencia. El éxito del conjunto llamó la atención del empresario Moracy de Val, que comenzó a representarlos poniéndolos en contacto con ejecutivos de la discográfica Continental para intentar grabar un disco. En esa época, la grabadora era una de las principales compañías fonográficas nacionales y disputaba mercado con otras empresas multinacionales.
Así, el grupo emergió y creó un disco en una época de Dictadura Militar y censura. Como escribe José Roberto Zan, "En 1973, momento en que el régimen dictatorial militar de Brasil mostraba su faz más violenta, la banda Secos & Molhados surgía como fenómeno de mercado, vendiendo miles de discos y atrayendo miles de personas a sus shows." En 1963, el gobierno federal había dictado el decreto-ley número 314, subordinando la ley de prensa, que en Brasil comprendía la radio, la televisión y las agencias de información, a la Nueva Ley de Seguridad Nacional. EL 13 de diciembre de 1968, el gobierno dictó el Acto Institucional en él. 5 que instituyó la censura en Brasil. La arbitrariedad del régimen alcanzó su ápice cuando el presidente Emílio Garrastazu Médici firmó una exposición de motivos secreta que facultaba al Ministro de la Justicia la aplicación del artículo 9.º del AI-5, en que en el párrafo 2.º del artículo 152 de la Constitución autorizaba la "suspensión de libertad de reunión, asociación, censura de correspondencia, de la prensa, de las telecomunicaciones y diversiones públicas". En 1976, fueron divulgados los siguientes datos de la censura referentes a la música popular: de 30 518 composiciones analizadas, 292 habían sido vetadas.
La creación del disco Secos & Molhados de 1973 también acompañó un tiempo de cambio en el consumo de productos fonográficos en el país. La década de 1960 y década de 1970 experimentaron en Brasil un porcentual significativo en relación con la compraventa de vinilos. En el inicio, el formato compacto del LP era el más vendido y, al largo de la década, fue el producto más comercializado. La música grabada hizo que la industria fonográfica registrara una fuerte expansión, atrayendo nuevas y grandes inversiones. Así, "buscando alternativas para conquistar público en un mercado recalentado y disputado por grandes empresas multinacionales, la Continental, una de las mayores grabadoras de capital nacional, diversificaba su catálogo dando espacio a nuevos grupos y compositores, aunque eso generara, en un corto plazo, algún perjuicio."
Según algunos autores, una de las justificaciones de la grabadora en contratar a Secos y Molhados fueron las novedades canalizadas por el empresario Moracy de Val a la grabadora, "ávida por algún éxito que le de ese retorno financiero y, por encima de todo, le agregara prestigio por grabar una producción artística, a los ojos de los 'formadores de opinión', de carácter más afinado." Walter Franco habría sido otro músico de la grabadora considerado "difícil" por el público. Todo se dio principalmente porque, en 1973, los Secos y Molhados se presentaban en una de las salas del Teatro Ruth Escobar, obteniendo enorme éxito con el público, atrayendo la atención de los empresarios del medio musical quienes rápidamente realizaron invitación para la grabación del primer álbum.

### Grabación
El productor Moracy do Val inició una incansable estrategia de trabajo al agendar presentaciones y enviar cintas-demo de los ensayos del Secos y Molhados para las grabadoras. De todas las solicitadas, solo la Continental apostó en el grupo, gracias a Moracy, que era dirigente de un periódico interno de la empresa y conocido por algunas personas importantes de la grabadora. Con la oportunidad de grabar el primer álbum del grupo, los músicos iniciaron varias sesiones de ensayos de preparación antes de entrar en estudio, lo que ocurriría entre los meses de mayo y junio de 1973. Es de esa época que datan las primeras presentaciones del Secos y Molhados en la TV, en los programas Mixturasom, Papo Pop y Band 13.
A pesar de su catálogo de discos estar más orientado para la música regional y sertaneja, la empresa Continental resolvió apostar a la novedad. Sin embargo, no invirtió mucho dinero por cuenta del futuro incierto de la banda. En mayo de 1973, el trío grabó las 13 canciones que componen el LP, comenzando el día 23. Realizadas en el Estudio Prueba, en São Paulo, las grabaciones del disco se dieron en seis horas diarias durante quince días, grabadas "precariamente" en 4 canales del estudio. João Ricardo hizo la dirección musical mientras Moracy se encargó de ser el productor. Los arreglos fueron firmados por la propia banda, con la salvedad del surco "Fala", que contó con la participación de Zé Rodrix. Rodrix tocaba su teclado moog después que la orquesta y los otros instrumentos cesaban, técnica que solo puede ser oída en los CD relanzados del grupo ya en la década de 1990, pues en el vinilo original este tema contenía 15 minutos menos.
Marcelo Frías participó como baterista y también salió en la portada del disco, pero desistió inmediatamente tras su realización. Gérson Conrad relata que "invitamos los músicos [de apoyo] para hacerse miembros oficiales del grupo, pero sólo Marcelo aceptó. Después, receloso, él prefirió seguir como músico contratado, pero la foto [de la portada del disco] ya había sido hecha." El año siguiente, por divergencias y falta de interés en continuar, no participó de ninguna de las grabaciones del segundo álbum del Secos y Molhados.

### Portada
Haciendo justicia al nombre del grupo, el entonces fotógrafo del periódico carioca Última Hora, llamado Antônio Carlos Rodrigues, reprodujo una mesa de cena con productos vendidos en almacén (nombre genérico para secos y molhados), donde vemos panes, chorizos, cebollas, granos de porotos, vino barato de la marca Único, etc. El nombre del grupo, encima de la mesa, en letras rojas brillantes, alude a la placa que João Ricardo habría visto en una visita a la Ubatuba y que le dio la idea para el nombre del conjunto. Dentro de las bandejas, están las cabezas de Ney Matogrosso, João Ricardo, Gérson Conrad y Marcelo Frías (baterista que no aceptó integrar el grupo).
Rodrigues ya había antes fotografiado la cabeza de su mujer servida en un plato en la revista Fotoptica, inspirado por niñas en la playa con el rostro pintado quien, por trabajar en el mismo periódico que João Apolinário, padre de João Ricardo, no tardó en conocer el grupo. "Yo aún no conocía el grupo y cuando supe el nombre, monté una mesa en mi estudio con varios secos y mojados, coloqué la cabeza de ellos allí y los maquille", contó en entrevista a la revista Bizz. En el estudio fotográfico, tardaron una madrugada para la sesión de fotos de la portada. Por bajo la mesa estaban sentados encima de ladrillos. "Quedamos allá la madrugada entera, sentados encima de ladrillos", cuenta João Ricardo, "y hacía un frío horroroso bajo la mesa". Ney Matogrosso recuerda que "Encima quemaba, a causa de las luces [...] compré los comestibles en el supermercado, la toalla fue improvisada con plástico cualquiera, la mesa era un compensado fino que nostros mismos serramos para pasar las cabezas." Según João, "Teníamos hambre y estábamos durísimos, fuimos a tomar café con leche. No sé por que, pero no me acuerdo de habernos comido los alimentos de la mesa."
Algunos autores notan que ya en la portada del disco existe una escena y un compromiso antropofágico, con las cabezas sobre bandejas en una mesa "para el deleite gastronómico de los oyentes". La portada integró una exposición en junio de 2008 en el Centro Cultural de España, en Miami, que reunió las 519 mejores portadas del pop y rock latino-americano. En 1995, la banda Titãs produjo el clip del tema "Eu Não Aguento" con la introducción del bajo de "Sangue Latino" y con la cabeza de sus integrantes a la mesa, en platos. En 2001, el periódico Folha de S. Paulo la eligió como la mejor portada de long play de toda la historia de la música popular brasileña.

## Estilo

### Géneros e influencias
El propio nombre del grupo, Secos y Molhados, que también es el nombre del álbum, da fe que su género es una mezcla de todo. En este disco, hay esa incorporación de la musicalidad de la MPB de la época y toques de rock and roll, baión, jazz, pop y rock progressivo. Es posible encontrar en las canciones del disco "características del glam rock (maquillaje y postura) y del folclore portugués, poesía brasilera y portuguesa, elementos rítmicos e instrumentales de la música latino-americana y del rock en los arreglos de guitarras eléctricas y sintetizadores, exuberancias performáticas con referencias explícitas a la androginia y a la sexualidad, de forma transgresora y, a la vez, pasible de ser entendida y admirada." En 1974, con todo, João Ricardo rechazaba el título de progresivo y las comparaciones que algunos periodistas hacían entre el grupo y Alice Cooper. Según él, "Es una cosa completamente estúpida: mientras ellos son americanos, reflejan la decadencia de una sociedad superdesarrollada, y nosotros somos brasileños, un país subdesarrollado con toda la suerte de preocupaciones, principalmente en no cometer los errores ya cometidos."
La base del género musical del disco es el pop, una afirmación con la que el propio João Ricardo concordó, en una entrevista de 1974: "Esa es nuestro lenguaje [el del rock]: la reinvención del pop, porque eso es un proceso que viene a partir de algún tiempo, del underground, de los beatniks, de los hippies, y entonces tal vez sea una reinvención de eso, pero aún dentro de una infraestructura progresiva del pop, entiende, y dentro del propio momento absolutamente capitalista que vivimos hoy. Sí, porque nodos, de alguna manera, somos un producto bien acabado, sabe, de la sociedad." Así, las mayores influencias del álbum, además de The Beatles, fue el movimiento predecesor Tropicalismo, sobre todo las figuras de Caetano Veloso y Gilberto Gil, como afirma João Ricardo: "ellos fueron extremadamente importantes para la experiencia del Secos & Molhados. El tropicalismo fue una apertura para nosotros ser hoy de esa forma [...] Gil, Caetano,  después, intentaron una conscientización mayor de la juventud, intentaron acabar con tabúes en la música y en montón de cosas. Hoy el Secos & Molhados es un resultado de todo eso."
El Tropicalismo quedó marcado por un lenguaje valiente y provocativo para los patrones de la época, como también por el recurso de la improvisación, muy innovador para la época, y, en consonancia con algunos autores, "preparaba el terreno para las performances osadas de músicos e intérpretes que surgirían en el escenario de la música popular los años siguientes; de entre ellos el Secos & Molhados." El álbum también comprende experimentos en géneros suaves, muchas veces acompañando solos de voz de Ney Matogrosso más una guitarra o flauta traversa y flauta de bambú, como acontece en el folk. Por ejemplo, la canción "O Patrão Nosso de Cada Dia" es visto como semejante a las obras del cuarteto folk Crosby, Stills, Nash & Young. Pero, como pos-tropicalistas, el Secos y Molhados utilizó el rock como una forma de "estilo de vida" libertário.

### Canciones y letras
Las letras de Secos & Molhados son originadas en poesías musicadas o inéditas que, para algunos, "nada deben al texto literario en términos poéticos". Esos poetas son Vinicius de Moraes, Cassiano Ricardo y Manuel Bandera, cuyos poemas fueron musicados por el líder del grupo João Ricardo; su padre, João Apolinário, además de periodista también era poeta y ofertó algunos de sus poemas al grupo del hijo. Entre las siete canciones originadas de poemas, "Rosa de Hiroshima" (de Vinicius) tuvo la mayor repercusión. Única contribución de Gérson Conrad, al lado de "El Rey", es una tonada melancólica en referencia a los efectos de la bomba atómica lanzada en Hiroshima a finales de la Segunda Guerra Mundial, acompañada en la guitarra con rápidas incursiones de flauta en el inicio y en el fin.
Mas no todas las canciones del LP derivan de poemas. El álbum se abre con el toque memorable del contrabajo de "Sangue Latino", compuesto junto con Paulinho Mendonça, construida "a partir de una secuencia bastante económica de acordes y con arreglo marcado por características de la música pop de la época." Su letra alude a la "condición latino-americana, los 'desencaminamientos' de los pueblos de ese continente, así como su capacidad de resistir", y es vista como una intención del grupo de conciliar el alistamiento estético de la década de 1960 con el cliché de los hits internacionales. En verdad, los autores consideran que el álbum trae distinguidos gustos y patrones de consumo musical: "Primavera entre os Dentes" y "Mulher Barriguda" para los comprometidos, "Rosa de Hiroshima" se hizo himno de los pacifistas, "Prece Cósmica" para hippies y místicos, "Rondó do Capitão" atrapaba el público infantil, "O Vira" alegraba el público masivo de las radios y, por fin, los poemas musicados daban el tono erudito (sin parecer pomposo) para oyentes más letrados."
Este último, "O Vira", es un rock que conserva su popularidad hasta nuestros días. La letra remite a la danza portuguesa conocida por el mismo nombre, asociado a la "coreografía en la cual los pares (o parejas), dispuestos en filas opuestas, giran sus cuerpos en 360º evitando mostrar la espalda al compañero." La música de la danza generalmente tiene compás 6/8 y es acompañada por cavaquinho, guitarra portuguesa y tambor, pero en la versión del Secos y Molhados hace un desdoblamiento del ritmo para 4/4 con marcha de rock. En la introducción, hay un fuerte e innovador sonido agudo y distorsionado de guitarra eléctrica acompañada por batería, piano y contrabajo eléctrico en walking bass. Hay un cambio de ritmo cuando el grupo repite la melodía, retomando la marcha característica del género portugués con la introducción de un acordeón, aludiendo a géneros regionales brasileños como los nordestinos y gaúchos. Su letra también hace mención a la elementos tradicionales y supersticiones de Portugal y de Brasil, como pirilampos, sacis y hadas. El estribillo juega con los dos: lo de girar el cuerpo en la danza portuguesa, y de la transformación de hombre en Luisón. En su época la canción fue identificada como "elegía gay bien-humorada".
Hay una presencia pop para "Prece Cósmica", que da música al poema de Cassiano Ricardo, y una melodía sencilla para "Rondó del Capitão", del poema de Manuel Bandera, en compás 6/8 transformándose en un clásico para el repertorio infantil alcanzando gran éxito entre los niños de la época. "Primavera nos Dentes", originalmente un poema de João Apolinário, recibió un tratamiento de blues a su inicio, hasta surgir las voces de Ney, João y Conrad, en que la última vocal de la frase final Entre os dentes segura a primavera del poema es dado por un grito de Ney Matogrosso en voz agudísima. El clima misterioso y silencioso del tema es considerado como "una ideología escondida por bajo la alfombra sonora construido por los músicos de la banda."

## Lanzamiento

### Ventas y consecuencias
El disco fue lanzado en agosto de 1973 y su fiesta de lanzamiento fue en el Teatro Aquarius, situado en el mismo barrio en que la banda se formó. Fue un récord histórico en la industria fonográfica brasileña: vendió más de 300 mil copias en los primeros 60 días. El álbum también fue lanzado en Portugal, en México y en la Argentina y el grupo grabó una versión en español de "Sangue Latino" llamada "Sangre Latina". En menos de un año, las ventas del disco alcanzaron la marca de 1 millón de copias; solo Roberto Carlos vendía más y, amenazado de perder el puesto de mayor vendedor de discos del país, lanzó en 1974 el álbum Roberto Carlos en que el tema "É Preciso Saber Viver" tenía un "solo de guitarra eléctrica hipnotizante, moderno tal cual la sonoridad presente en el primer disco del Secos y Molhados." La Continental produjo solo 1 500 copias de Secos & Molhados, sin embargo la aparición de ellos en red nacional en estreno del Fantástico de la Red Globo provocó curiosidad en la audiencia e hizo que los 1 500 discos se agotaran rápidamente, al que los ejecutivos ordenaron que vinilos de otros artistas que no estaban vendiendo fueran derretidos para fabricar más copias del primer álbum, dado que faltaba materia prima disponible para prensar más discos. Según cuenta el propio Ney Matogrosso,
"La grabadora creyó que vendería 1.500 en un año. Vendió en una semana. Como el mercado vivía una crisis de vinilos, la grabadora comenzó a tomar los discos que no estaban vendiendo derritiéndolos para hacer el nuestro." — Ney Matogrosso, 2003.
Siguiendo el éxito de ventas del LP, Secos y Molhados fue proyectado a nivel nacional. Realizaron una temporada en el Teatro Italia, con gran éxito, hicieron incursión en México, donde se volvieron populares, y viajaron a Río de Janeiro para dar un concierto en el Maracanãzinho en febrero de 1974, la mayor presentación del conjunto hasta entonces, prevista para treinta mil personas, aunque noventa mil quedaron fuera del estadio. Luego de eso, entrarían nuevamente en estudio para grabar el segundo álbum y después se disuelvan por conflictos internos. Cuando la formación clásica del grupo terminó, el periodista Sérgio Vaz, en septiembre de 1974, escribió: "Pobre Continental. Ella es la grabadora brasileña en que más graba gente nueva, desconocida. [...] Secos y Molhados era la mina de oro de la empresa, un conjunto que compensaba—financieramente—las experiencias con muchos otros grupos o compositores nuevos. Y la mina se agotó."
Las radios brasileñas pasaron a difundir todas las canciones del álbum recién llegado a las tiendas. Los temas "O Vira" y "Sangue Latino" se volvieron hits en las estaciones y eran pasados frecuentemente. En verdad, las radios de la época, de cara al éxito del conjunto, pasaban en sus sesiones todos los surcos del disco, como cuenta Luhli, "El disco tocaba todos los surcos en la radio: él no explotó un tema, era el disco entero, usted oía todos los temas en la radio".

### Recepción crítica y popular
A pesar de que a nuestros días el sonido del vinilo del Secos & Molhados sea considerado un poco "parco" por cuenta de los recursos de la época, hecho que fue mejorado a partir de los relançamentos en CDs, él fue inmediatamente considerado un disco muy bien tocado por los músicos. En texto de 1974, Sérgio Vaz escribió, comparándolo al segundo álbum del grupo del grupo: "No que el primer disco de Secos y Molhados sea malo, ni que el segundo disco sea malo. Los fallos del primero, los fallos técnicos, de producción y grabación, fueron corregidos. El disco está bien hecho y bien acabado. Por lo que el primer disco mostró, y ahora ese nuevo, es fácil percibir que Secos y Mojados no estaba de forma alguna interesado en crear, innovar, inventar, cambiar, crecer—como Caetano, um Gil, o Chico Buarque, y Milton Nascimento."
| "Mesmo com a censura moral imposta pelos governos militares, a proposta estética do grupo (não apenas pela visualidade, mas também pela voz de Ney e pelas letras e composições), experimental e polêmica, estabeleceu grande empatia com o público e com a crítica."—Herom Vargas |

La recepción popular, sin embargo, parece haber visto alegría y esperanzas en una época de "sofoco político" con una "furia contestadora del rock" por parte de los jóvenes, "generando un sentimiento colectivo de subversión simbólica". Ney Matogrosso, sin embargo, en 2006, habló que "Cuando escucho el disco del grupo, quedó impresionado que nos consideraran un grupo de rock. Hay canciones con una voz y una guitarra, una voz y un piano, es un trabajo totalmente realizado sobre poemas. Y, como él tuvo mucha penetración popular, formó el pensamiento de los brasileños. Era la actitud desafiante, provocadora y transgressora que nos hacía roqueros, no la música. [...] Es notable como en aquel momento el pueblo absorbió un trabajo 'sofisticado' con la palabra, como eran las letras de los Secos y Molhados." En crítica de 1974, el reportero Maurício Kubrusly escribió: "Es música alegre, descontraída, no preocupándose con cualquier denuncia. Secos y Molhados es puro entretenimiento." Una postura periodística que en el transcurrir del tiempo fue tenida cómo errónea, visto que la sutileza poética del grupo y del disco también encubrían una cierta brutalidad política y social.
Hoy día el disco es visto como un verdadero clásico y una obra-maestra. El álbum quedó en quinto lugar en la Lista de los 100 mayores discos de la música brasileña de la Rolling Stone Brasil en 2007, que elegía los mejores discos de Brasil de todos los tiempos en consonancia con especialistas y periodistas en el tema. En septiembre de 2012, fue elegido por el público de la Radio Eldorado FM, del portal Estadao.com y de Caderno C2+Música (estos dos últimos pertenecientes al periódico O Estado de S. Paulo) como el octavo mejor disco brasileño de la historia, empatado con Acabou Chorare, de los Novos Baianos. Mostrando interés en el exterior, también fue posicionado en 97.ª lugar en la lista "Los 250: Essential Albums of All Equipo Latin Alternative - Rock Iberoamericano" (Los 250 álbumes esenciales de todos los tiempos de Rock Latino) de la revista Al Borde de 2006. Su portada fue elegida a mejor portada de disco de Brasil, según investigación encomendada por el periódico Folha de S.Paulo en 2001 con 146 personalidades del área artística y del periodismo. Álvaro Neder de la allmusic, escribiendo sobre el álbum, notó su "caleidoscópio de ritmos, del blues norteamericano hasta el 'vira portugués, con una veta muy próxima al pop con abundancia de guitarras eléctricas y percusión brasileña, destinado a proporcionar una atmósfera psicodélica de Brasil en un álbum lleno de sinceridad artística." En 1997, con el relanzamiento del LP en formato CD, las más de 250 mil copias vendidas llevaron el álbum a recibir certificación de disco de platino de la ABPD.

## Legado
El álbum es tenido como uno de los más innovadores de la música popular brasileña y, por cuenta de sus poemas, se atribuyó a él una riqueza lírica "poco vista en la MPB". En una época de control y censura, al lado de artistas como Walter Franco, Tom Zé, Jards Macalé y Jorge Mautner, el disco del grupo también consiguió ser creativo y experimental. Según el periodista Felipe Tadeu, "El grupo consiguió con su álbum inicial restaurar la libertad estética y comportamental en Brasil tras el fin del Tropicalismo, en una intencionada acción contra la cara sombría de los verdugos que ocuparon Brasilia y dictaron vetos moralizantes, torturando gente, insuflando la barbárie." Aún los días de hoy el álbum es blanco de estudios, más recientemente de Affonso Romano de Sant'Anna, sobre la relación entre la escritura del texto de la música popular y la poesía moderna brasileña.
Para los periodistas, el álbum y el propio Secos y Molhados posibilitaron una "verdadera reinvención de la música pop nacional en el inicio de los años 1970". El disco fue uno de los mayores fenómenos pop en Brasil, configurando el rock como ritmo musical en boga en la escena cultural brasileña. Los autores consideran que canciones como "Sangue Latino", "Primavera nos Dentes" o "Prece Cósmica" tenían el respaldo "de la extravagancia musical y sonora" y del uso "trivial de figuras de lenguaje antes restrictas a la literatura." Según Luhli, la coautora de "O Vira", "La fuerza mayor del Secos y Molhados no fue el Ney contonéandose, pero porque era el primer disco que atravesó la censura [...] Fue un grito de libertad muy fuerte en una época de un lavado cerebral absurdo." Este trabajo fonográfico, que utilizaba guitarras eléctricas y contrabajos, llevó el grupo a inscribirse en una categoría privilegiada entre las bandas y músicos que llevaron el Brasil de la bossa nova y la Tropicalía entonces para el rock brasileiro, un estilo que solo floreció expresivamente los años 80.
En 2003, fue lanzado el álbum Assim Assado - Tributo ao Secos e Molhados, producido por Rafael Ramos y lanzado por la Deck Disc, en una relectura de este disco de 1973, en homenaje a los 30 años del grupo, con las mismas canciones cantadas, respectivamente, por Nando Reis, Falamansa, Toni Garrido, Ira!, Eduardo Dusek, Capital Inicial, Pitty, Matanza, Arnaldo Antunes, Raimundos, Pato Fu, Marcelinho da Lua y Ritchie—una geración pós-Secos e Molhados.
La revista Superinteressante de 2004 realizó una investigación especial intitulada "Obras Fundamentales de la Historia del Rock Brasileño" en que escribió sobre el álbum: "No hay nada en el mundo, ni hecho antes, ni durante, ni después, siquiera parecido con el Secos & Molhados y el sonido que el grupo registró en su primero y antológico álbum. [...] Era pop a más no poder—desde las canciones hasta lo visual (y la antológica portada del disco, claro). Extremadamente bien tocado y grabado, [...] hasta hoy la frescura de surcos como "Assim Assado", "Fala" y "Sangue Latino" se mantiene intacto."

## Temas
Todos los arreglos son firmados por la propia banda, con la salvedad del surco "Fala", que contó con la participación de Zé Rodrix.

| Lado 1 |                              |          |  |
| N.º    | Título                       | Duración |  |
| 1.     | «Sangue Latino»              | 2:07     |  |
| 2.     | «O Vira»                     | 2:12     |  |
| 3.     | «O Patrão Nosso de Cada Día» | 3:19     |  |
| 4.     | «Amor»                       | 2:14     |  |
| 5.     | «Primavera nos Dentes»       | 4:50     |  |

| Lado 2 |                     |          |  |
| N.º    | Título              | Duración |  |
| 6.     | «Assim Assado»      | 2:58     |  |
| 7.     | «Mulher Barriguda»  | 2:35     |  |
| 8.     | «El Rey»            | 0:58     |  |
| 9.     | «Rosa de Hiroshima» | 2:00     |  |
| 10.    | «Prece Cósmica»     | 1:57     |  |
| 11.    | «Rondó do Capitão»  | 1:01     |  |
| 12.    | «As Andorinhas»     | 0:58     |  |
| 13.    | «Fala»              | 3:13     |  |
| 30:22  |                     |          |  |

## Músicos
De los músicos listados abajo, solo Ney Matogrosso, João Ricardo y Gérson Conrad formaban parte de Secos y Molhados. Marcelo Frías, Sérgio Rosadas, John Flavin, Willi Verdague y Emilio Carrera eran los instrumentistas de apoyo del grupo el tiempo en que él estaba en formación y tocaba en la Casa de Badalação y Tédio, casa nocturna anexa al Teatro Ruth Escobar, y por eso participaron de la grabación del LP.
Secos & Molhados
- Ney Matogrosso – vocal
- João Ricardo – guitarras de 6 y 12 cuerdas, armónica y vocal
- Gérson Conrad – guitarras de 6 e 12 cuerdas y vocal

Músicos invitadados
- Marcelo Frías – batería y percusión
- Sérgio Rosadas – flauta traversa y flauta de bambú
- John Flavin – guitarra eléctrica y guitarra de 12 cuerdas
- Zé Rodrix – piano, ocarina, acordeón y sintetizador
- Willi Verdaguer – contrabajo eléctrico
- Emilio Carrera – piano

Ficha técnica por Vinícius Rangel Bertho da Silva.